# Río Soto La Marina
Le fleuve Río Soto La Marina est un fleuve du Mexique s'écoulant essentiellement dans l'État du Tamaulipas. Il prend sa source dans la chaîne de montagnes de la Sierra Madre orientale, dans l'État de Nuevo León, et se forme à la confluence des rivières Río Corona et Río Purificación, à leur sortie du lac de retenue Vincente Guerrero, dans la municipalité de  Padilla. Il se jette dans la lagune de Laguna Madre, avant de rejoindre le golfe du Mexique par un chenal, dans la municipalité éponyme. Son bassin versant concerne essentiellement le sud et le centre de l'État de Tamaulipas.